# Ахмад Хайдар
Ахмад Хайдар (англ. Ahmad Haidar, нар. 10 квітня 1968) — професійний ліванський бодібілдер. Учасник таких конкурсів як Містер Олімпія, Арнольд Класік, Нью-Йорк Про і Ironman Pro Invitational. Має картку професіонала Міжнародної Асоціації Бодібілдерів.

## Біографія

### Ранні роки
Ахмад Хайдар народився 10 квітня 1968 року в місті Бейрут. Сім'я Ахмада дуже велика — він наймолодший з 7 братів. Після його народження батьки хотіли ще одного хлопчика, але у них народжувалися дівчатка. Після народження 3-ї сестри Ахмади його батьки вирішили на цьому зупинитися. Ахмад з дитинства захоплювався боротьбою. У світ заліза його привело бажання стати трохи сильнішим. Однак бодібілдинг настільки захопив Ахмада, що він вирішив зробити його своєю професією.

### Кар'єра бодібілдера
Перший виступ Ахмада відбулося на турнірі «Містер Ліван» 1991 року і аж до 1997 року він був беззмінним переможцем в цьому турнірі. У 1997 і 1998 роках Ахмад Хайдар здобував перемоги в турнірі «Містер Близький Схід». У 1995 році на аматорському «Чемпіонаті світу» він зайняв 8-е місце в напівважкій ваговій категорії. Після перемоги в цьому турнірі в 1997 році у своїй категорії і в загальному заліку, Ахмад отримав професійну карту IFBB і став дуже популярним в колах бодібілдерів свого рідного міста Бейрут.
Однак прості жителі Лівану до культуристів ставилися зневажливо, не зараховуючи їх до спортсменів. В ті роки цей вид спорту не був популярним в Лівані. Коли Ахмад познайомився зі своєю майбутньою дружиною Меггі, вона заявила йому, що буде з ним зустрічатися тільки за умови, що він покине бодібілдинг. Хайдар пообіцяв, що останній раз виступить на турнірі «Містер Юніверс» і піде з бодібілдингу. На шоу вони поїхали вдвох, Меггі вперше побачила, як захоплено публіка приймає культуристів, поміняла свої погляди щодо цього спорту і стала щиро підтримувати Ахмада в його захопленні, що вельми не типово для ліванської дівчини. Загальний рівень розвитку бодібілдингу в країні був вкрай низьким. Більшість залів було обладнано лише примітивними тренажерами, тому Ахмаду доводилося робити базові вправи але з великою вагою. Незважаючи на те, що після отримання карти професіонала IFBB Ахмад став тренером і мав хороший дохід, він серйозно задумався про переїзд до Америки. Ще одним фактором для прийняття цього рішення було невдоволення ліванською їжею, яка смажиться у великій кількості жиру. Було замало закладів, в яких культуристи могли харчуватися здоровою їжею. Ахмад готував сам, але іноді просто не встигав це зробити.

### Переїзд до США
Ахмад Хайдар приїхав до Америки і зупинився в Лос-Анджелесі, Мецці бодібілдингу. Перший час він жив у свого двоюрідного брата, успішного бізнесмена і культуриста, переможця багатьох аматорських національних турнірів. Ахмад був вражений технічним оснащенням американських залів, але його психологічно дуже гнітила життя величезного мегаполісу, багатокілометрові пробки, злочинність, тому залишатися жити в Лос-Анджелесі він не захотів. На одному з турнірів «Арнольд Класік», де Хайдар був звичайним глядачем, він випадково познайомився з чоловіком на ім'я Френк, кий був власником залу у Флориді. Дізнавшись, що Ахмад — професійний культурист і шукає своє місце під сонцем в Америці, Френк запропонував йому переїхати до Флориди і працювати тренером в його залі. Ахмад Хайдар прийняв запрошення. Згодом Френк, величезний американець на зріст більше за 190 см, став Ахмаду не тільки роботодавцем, а й другом, а також партнером по тренуванню. Пізніше Ахмад умовив його виступати і став його особистим тренером при підготовці до турнірів.
Життя у Флориді, в красивому курортному місті і другому за значенням центрі американського бодібілдингу Ахмаду і його дружині Меггі припала до душі. У маленькому містечку неподалік від Флориди жила рідна сестра Хайдара, що вийшла заміж за американця кілька років тому, вони стали часто бачитися. Ахмад Хайдар по 10 годин на день проводив в тренажерному залі, тренуючись сам і тренуючи інших. Ахмад хотів щоб клієнти йшли саме до нього, тому вдень він працював в залі а вночі вдосконалював свою англійську. Вже за рік Ахмад добре володів розмовною англійською промовою.
Облаштувавшись на новому місці і налагодивши бізнес, Хайдар нарешті зосередився на вдосконаленні своєї професійної форми. На той момент вага Ахмада становила 95 кг, він прагнув набрати ще маси і попрацювати над її якістю, перш ніж виходити на сцену американських професійних турнірів.
Перед турніром Містер Олімпія 1998 Хайдар важив всього 98 кг, але був твердо націлений на перемогу. Розуміючи, що йому не стати 125-кілограмовим монстром, Ахмад вирішив піти шляхом Шона Рея, який за ваги трохи більше сотні на рівних конкурував з гігантами. Тому всі свої сили він направив на поліпшення пропорцій і симетрії. На турнірі «Містер Олімпія», який став першим його професійним турніром, Хайдар став лише 16-м. Ахмад чотири рази з'являвся на сцені «Олімпії» в різні роки, найкращим його досягненням в цьому турнірі було 13-е місце в 2002 і 2004 роках. Після 16-го місця на «Олімпії» у 2009 року Ахмад Хайдар завершив свою професійну кар'єру. Всього він взяв участь у понад 30-ти професійних турнірах. В числі найкращих досягнень Ахмада Хайдара варто відзначити другі місця на турнірах «Флорида Про Екстрім» 2004 року і «Нью-Йорк Про» 2005 року.

## Виступи
- Містер Олімпія - 12 місце (2000), 13 місце (2002, 2004), 16 місце (1998, 2009)
- Арнольд Класік - 6 місце (2002), 7 місце (2003), 9 місце (2004), 12 місце (2006, 2009)
- Ironman Pro Invitational - 4 місце (2004), 5 місце (2009), 7 місце (2003), 8 місце (2007) 9 місце (2006), 12 місце (1999), 16 місце (2000)
- Сакраменто Про - 4 місце (2007)
- Сан-Франциско Про - 4 місце (2002), 5 місце (2004), 6 місце (2003, 2006)
- Торонто / Монреаль Про - 3 місце (2005)
- Нью-Йорк Про - 2 місце (2005), 8 місце (2000)
- Шоу Сили Про - 9 місце (2002, 2004)
- Ніч Чемпіонів - 4 місце (2004)
- Флорида Про Екстрім - 2 місце (2004)
- Аматорський Чемпіонат Світу - 1 місце (1997)

## Рейтинги в професійних журналах
- 85-й в рейтингу чоловіків професіоналів IFBB з бодібілдингу в 2011
- 53-й в рейтингу чоловіків професіоналів IFBB з бодібілдингу в 2010

## Див.також
- Перелік професійних бодібілдерів-чоловіків